# Sewellopontius rectiangulus
Sewellopontius rectiangulus is een eenoogkreeftjessoort uit de familie van de Artotrogidae. De wetenschappelijke naam van de soort is voor het eerst geldig gepubliceerd in 1966 door Ummerkutty.